# Evandro Silva do Nascimento
Evandro Silva do Nascimento, meglio noto come Evandro Paulista (Guarulhos, 26 settembre 1987), è un calciatore brasiliano, attaccante svincolato.